# فهرست درشت‌مغذی‌ها
این فهرست، دسته‌بندی رایج‌ترین درشت‌مغذی‌ها است. درشت‌مغذی‌ها می‌توانند به مواد شیمیایی اشاره کنند که انسان در بیشترین مقدار مصرف می‌کند (به مواد مغذی مراجعه شود)

## درشت‌مغذی‌هایی که انرژی را تأمین می‌کنند
سه دستهٔ اصلی از درشت‌مغذی‌ها وجود دارد: کربوهیدرات، پروتئین و چربی. درشت‌مغذی‌ها به‌عنوان دسته‌ای از ترکیبات شیمیایی تعریف می‌شوند که انسان در مقایسه با ویتامین‌ها و مواد معدنی در مقادیر نسبتاً زیادی مصرف می‌کند و انرژی را برای انسان فراهم می‌کنند. چربی دارای محتوای انرژی غذایی ۳۸ کیلوژول بر گرم (۹ کیلوکالری بر گرم) و برای پروتئین و کربوهیدرات، ۱۷ کیلوژول بر گرم (۴ کیلوکالری بر گرم) است.
آب، بخش بزرگی از کل تودهٔ مصرف شده به‌عنوان بخشی از یک رژیم غذایی معمولی را تشکیل می‌دهد، اما هیچ ارزش غذایی ندارد. اتانول کالری دارد، اما هیچ نیازی به اتانول به‌عنوان یک مادهٔ مغذی ضروری وجود ندارد.

### کربوهیدرات‌ها
- گلوکز
- ساکارز
- ریبوز
- آمیلوز (یک جزء اصلی نشاسته)
- آمیلوپکتین
- مالتوز
- گالاکتوز
- فروکتوز
- لاکتوز

### پروتئین
اسیدهای آمینهٔ ضروری و غیر ضروری
- - آلانین
  - آرژنین
  - اسید آسپارتیک (آسپارتات)
  - آسپاراژین
  - سیستئین
  - اسید گلوتامیک (گلوتامات)
  - گلوتامین
  - گلایسین
  - هیستیدین
  - ایزولوسین
  - لوسین
  - لیزین
  - متیونین
  - فنیل‌آلانین
  - پرولین
  - سرین
  - ترئونین
  - تریپتوفان
  - تیروزین
  - والین

### چربی‌ها

#### اسیدهای چرب اشباع (یعنی پایدار)[۳]
- استیک اسید (C2)
- پروپانوئیک اسید (C3)
- بوتریک اسید (C4)
- والریک اسید (C5)
- اسید کاپروییک (C6)
- کاپریلیک اسید (C8)
- اسید کاپریک (C10)
- اسید لوریک (C12)
- اسید میریستیک (C14)
- پنتادکانوئیک اسید (C15)
- اسید پالمیتیک (C16)
- مارگاریک اسید (C17)
- اسید استئاریک (C18)
- اسید آراشیدیک (C20)
- اسید بهنیک (C22)
- لیگنوسریک اسید (C24)
- اسید سروتیک (C26)

#### اسیدهای چرب تک-غیراشباع (یعنی نیمه‌پایدار).
- میریستولئیک اسید
- اسید اولئیک
- اسیدهای ایکوزنوئیک
- اسید اروسیک
- اسید نورونیک

#### اسیدهای چرب چند-غیراشباع (یعنی ناپایدار).
- اسید لینولئیک (LA) - یک اسید چرب ضروری است
- آلفا لینولنیک اسید (ALA) - یک اسید چرب ضروری است
- استاریدونیک اسید (SDA)
- گاما-لینولنیک اسید (GLA)
- اسید آراشیدونیک (AA)
- ایکوزاتترانوئیک اسید (ETA)
- تیمنودونیک اسید (EPA)
- اسید کلوپاندونیک (DPA)
- اسید سروونیک (DHA)

#### اسیدهای چرب ضروری
- آلفا لینولنیک اسید ALA (18:3) اسید چرب امگا ۳
- اسید لینولئیک LA (18:2) اسید چرب امگا ۶

### الکل
- اتانول: وزارت کشاورزی ایالات متحده از رقم ۶٫۹۳ کیلوکالری (۲۹٫۰ کیلوژول) در هر گرم الکل برای محاسبهٔ انرژی غذا استفاده می‌کند. (۵٫۴۷ کیلوکالری یا ۲۲٫۹ کیلوژول بر میلی لیتر)[۴]

## درشت‌مغذی‌هایی که انرژی تولید نمی‌کنند

### آب
آب برای زندگی ضروری است و محیطی را فراهم می‌کند که تمام فرآیندهای متابولیک در آن انجام می‌شود. برای جذب درشت‌مغذی‌ها و ریز مغذی‌ها ضروری است، اما انرژی تغذیه‌ای را تأمین نمی‌کند.

### فیبر
فیبر خوراکی در میوه‌ها، سبزیجات و غلات موجود است. فیبر خوراکی نامحلول در دستگاه گوارش انسان جذب نمی‌شود، اما در حفظ حجم دفع مدفوع برای جلوگیری از یبوست مهم است. فیبر محلول می‌تواند توسط باکتری‌های ساکن در رودهٔ بزرگ، متابولیزه شود. فیبر محلول به‌عنوان یک عملکرد پری‌بیوتیک با ادعای ترویج باکتری‌های روده‌ای «سالم» به بازار عرضه می‌شود. متابولیسم باکتریایی فیبر محلول همچنین اسیدهای چرب با زنجیرهٔ کوتاه مانند اسید بوتیریک تولید می‌کند که ممکن است به‌عنوان منبع انرژی غذایی در سلول‌های روده جذب شود.
- سلولز
- متیل سلولز
- همی‌سلولز
- لیگنان‌ها
- موم‌های گیاهی
- نشاسته‌های مقاوم
- بتا گلوکان‌ها
- پکتین‌ها
- سقز طبیعی
- اینولین
- الیگوساکاریدها